# Knotzenbach
Der Knotzenbach ist ein Bach im 23. Wiener Gemeindebezirk Liesing. Er ist ein Zubringer des linken Liesingtal-Sammelkanals und wird großteils als Bachkanal geführt.

## Verlauf

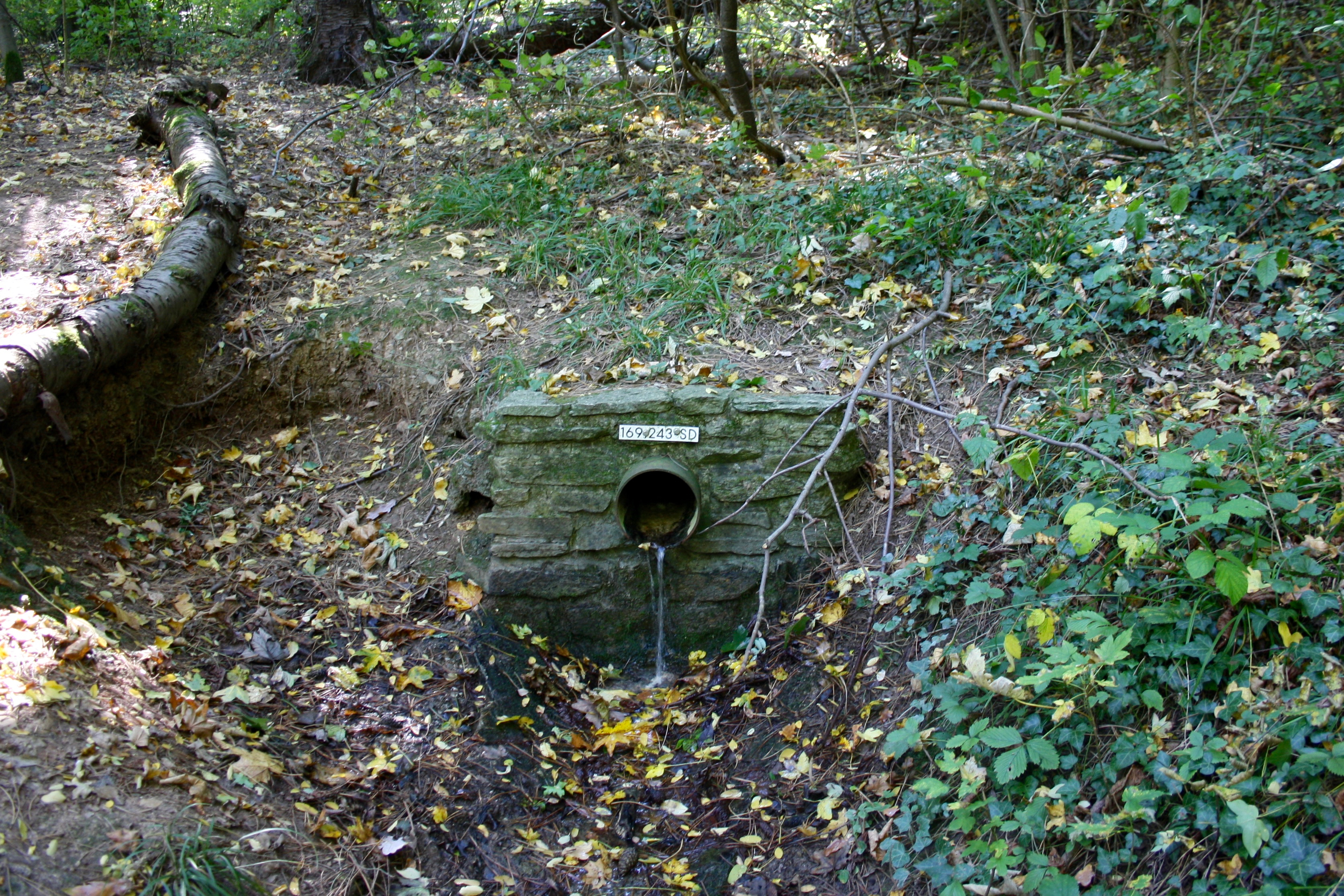
Quellfassung des Knotzenbachs im Maurer Wald

Der Knotzenbach entspringt bei der Minichlacke im Maurer Wald, im Schwarzgraben zwischen dem Kroissberg und dem Georgenberg. Ab der Kroißberggasse wird er als 3164 m langer Bachkanal geführt. Dieser verläuft in einer Tiefe von 4 bis 6 m und weist ein Gefälle von 30 bis 55 ‰ in seinem oberen Abschnitt und von 5,7 bis 19 ‰ in seinem unteren Abschnitt auf. Östlich des Ortszentrums von Mauer nimmt er den Bachkanal des Lindgrabenbachs auf. Im Bereich der Breitenfurter Straße 281 in Atzgersdorf mündet der Knotzenbach unterirdisch in den an dieser Stelle überbauten Liesingbach.
Beim Knotzenbach besteht keine Gefahr von Überflutungen. Im Fall eines Jahrhunderthochwassers sind weder Infrastruktur noch Wohnbevölkerung betroffen.

## Geschichte
Infolge eines schweren Hochwassers des Knotzenbachs wurde 1824 die Atzgersdorfer Schule an eine andere Stelle versetzt. Der Bachkanal wurde von 1949 bis 1957 gebaut. Er ersetzte frühere mangelhafte Abdeckungen des Baches. Dabei wurde sein Verlauf teilweise verändert.

## Ökologie
Am Oberlauf des Bachs befindet sich ein gut erhaltener Ahorn-Hainbuchen-Grabenwald mit hohem Totholz-Anteil. Hier wachsen alte Spitz-Ahorne, Feld-Ahorne, Zerr-Eichen, Hainbuchen und Eschen sowie jüngere Berg-Ahorne.